# Банківські інвестиції
Бáнківські інвест́иції — вкладення банківських ресурсів на тривалий термін. Банк може виступати учасником інвестиційного процесу за допомогою механізмів середньо- та довгострокового кредитування. Комерційні банки здійснюють фінансові (прямі та портфельні) і нефінансові (капіталізовані) інвестиції.